# 新城和博
新城 和博（しんじょう かずひろ、1963年2月25日 - ）は、日本の編集者、コラムニスト、随筆家、ラジオパーソナリティ、作詞家。

## 経歴
1963年生まれ、沖縄県那覇市出身。那覇市立城岳小学校、那覇市立上山中学校、沖縄県立那覇高等学校を経て、琉球大学法文学部社会学科社会人類学コース卒業。高校ではワンダーフォーゲルクラブに所属。大学では今帰仁村の集落にフィールドワークで赴き、住民から聞き取りを行った。
大学卒業後、内地の出版社に就職し、出版社の営業として百科事典的な本の訪問販売に従事するが、自分には合わないと感じて退社し帰郷。月刊誌『青い海』の出版社の社員募集に応じ就職したが、3ヶ月ほどで倒産したため、1986年に沖縄出版に入社。「まぶい組」として『おきなわキーワードコラムブック』などの編集に携わった。
その後、1990年創立の出版社ボーダーインクに入社し、コラムマガジン『Wander』に2005年の終刊まで編集長として関わる。その後も編集者として数多くの出版物に携わるほか、沖縄に関するエッセイを執筆し、多数の書籍や雑誌に寄稿している。
ラジオパーソナリティや、作詞なども手掛けている。

## 単著
- うちあたいの日々　オキナワシマーコラム集（1993年、ボーダーインク）ISBN 4938923211
- 《太陽雨》の降る街で　オキナワンうちあたいコラム（1996年、ボーダーインク）ISBN 4938923467
- ンパンパッ！おきなわ白書　うちあたいコラム3（2000年、ボーダーインク）ISBN 4938923866
- 道ゆらり　南風〈みちくさ〉通信（2002年、ボーダーインク）ISBN 4899820283
- うっちん党宣言　時評・書評・想像の〈おきなわ〉（2006年、ボーダーインク）ISBN 4899821018
- 僕の沖縄＜復帰後＞史（2014年、ボーダーインク）ISBN 9784899822486
- ぼくの“那覇まち”放浪記―追憶と妄想のまち歩き・自転車散歩（2015年、ボーダーインク）ISBN 9784899822783
- 増補改訂　ぼくの沖縄〈復帰後〉史プラス（2018年、ボーダーインク）ISBN 9784899823544
- 来年の今ごろは: ぼくの沖縄〈お出かけ〉歳時記（2023年、ボーダーインク）ISBN 9784899824411

## 編著書
- おきなわキーワードコラムブック 事典版（1989年、沖縄出版） ISBN 4900668176 まぶい組・編著
- おきなわキーワードコラムブックVol.2 日記版（1990年、沖縄出版） ISBN 4900668206 まぶい組・編著
- 全有人島コラム63 島々清(かい)しゃ 奄美・沖縄・宮古・八重山（1993年、ボーダーインク） まぶい組・編著
- 笑う！うちなーぐちFAX小全（1994年、ボーダーインク）ISBN 4938923289　沖縄探検隊　編
- 笑う！うちなーぐちFAX小全 2 （たーち）（1997年、ボーダーインク）ISBN 4938923572沖縄探検隊 編
- カンナジ笑う！うちなーぐちFAX小全 3 （みーち）（2000年、ボーダーインク）ISBN 4899820011沖縄探検隊 編
- 新！おきなわキーワード（2003年、ボーダーインク）ISBN 4899820526　はぁぷぅ団・著

## 編著雑誌
- コラムマガジン Wander（1990年 - 2005年、ボーダーインク）

## 編集書籍
- いまでもグスクで踊っている　琉球怪談コレクション（2020年、ボーダーインク）ISBN 9784899823889　小原猛 著
- 奇跡の島々の先史学　琉球列島先史・原史時代の島嶼文明（2021年、ボーダーインク）ISBN 9784899824039　高宮広土 著
- 沖縄怪異譚大全　いにしえからの都市伝説（2021年、ボーダーインク）ISBN 9784899824077　小原猛 著
- 蓬莱の海へ　　台湾二・二八事件　失踪した父と家族の軌跡（2021年、ボーダーインク）ISBN 9784899824145　青山惠昭 著
- つながる沖縄近現代史―沖縄のいまを考えるための十五章と二十のコラム（2021年、ボーダーインク）ISBN 9784899824169　前田勇樹・古波藏契・秋山道宏 編
- 沖縄の身近な植物図鑑: 亜熱帯の雑草から庭の花、森の樹木やシダまで1000種（2022年、ボーダーインク）ISBN 9784899824350　林将之・名嘉初美 著
- 石獅子探訪記　見たい、聞きたい、探したい！　沖縄の村落獅子たち（2022年、ボーダーインク）ISBN 9784899824312　若山恵里 著
- 新装改訂版　琉球戦国列伝（2022年、ボーダーインク）ISBN 9784899824206　上里隆史　著・監修/和々 イラスト

## 出演
ラジオ
- 前田すえこのいいことありそうウィークエンド（1989年4月 - 2002年3月、ラジオ沖縄）
- Oyakoらじお（ラジオ沖縄） - 毎月1回、「月刊サブカルおじさん」コーナーに「サブカルおじさん」として出演。

## 作詞
- 赤ゆらの花（作曲：上地正昭、歌：パーシャクラブ）
- 咲かぬ花（作曲：上地正昭、歌：パーシャクラブ）
- 里ゆらり（作曲：上地正昭、歌：パーシャクラブ）
- しからさぬ夏（作曲：上地正昭、歌：パーシャクラブ）
- 夏ぬ恋（作曲：上地正昭、歌：パーシャクラブ）
- 夏ぬ世－IT'S A HOPEFUL SUMMER-（作曲：上地正昭、歌：パーシャクラブ）
- 浜千鳥（作曲：上地正昭、歌：パーシャクラブ）
- ふたないぬ花（作曲：上地正昭、歌：パーシャクラブ）
- フヤワシ（作曲：上地正昭、歌：パーシャクラブ）
- 満天の星（作曲：上地正昭、歌：パーシャクラブ）
- やがてぃ、春（作曲：上地正昭、歌：パーシャクラブ）
- 玉露のあしび（作曲：上地正昭、歌：夏川りみ）
- 月の虹（作曲：上地正昭、歌：夏川りみ）
- ナツノキオク（作曲：上地正昭、歌：夏川りみ）
- さがり花（作曲：上地正昭、歌：神谷千尋）
- 里ゆらり21（作曲：上地正昭、歌：神谷千尋）
- 願いほどいた月の夜（作曲：上地正昭、歌：神谷千尋）
- ふくらしゃや（作曲：玉栄政昭、歌：知花賢招）
- 待ちかんてぃ（作曲：上地正昭、歌：サンサナー）
- 夜ぬ羽（作曲：磯田健一郎、歌：THE TOY BOX）